# 吴廷扬
吴廷扬（？—？），清朝人，是一名清朝政治人物。
吴廷扬曾于1824年接替武念祖任上海县知县一职，1825年由许乃大接任。